# Agelanthus validus
Agelanthus validus é uma espécie de planta hemiparasita da família Loranthaceae, encontrada nas montanhas Usambara, na Tanzânia

## Habitat / ecologia
A. validus parasita Catha, Maytenus e Scolopia.

## Ameaças
A principal ameaça é a conversão de habitats para a exploração da madeira e para a agricultura. Tanto a qualidade quanto a extensão do seu habitat estão diminuindo.